# XI. Gergely pápa
XI. Gergely (Rosiers-d’Égletons, 1329 – Róma, 1378. március 27.) a római katolikus egyház történetének 201. pápája. A hetedik és egyben utolsó avignoni egyházfő, éppen ezért pontifikátusa igen jelentős mérföldkő az egyházi történelemben. Gergely uralma alatt a százéves háborúval foglalatoskodó francia udvar nem ért rá a pápai tervek felülvizsgálatára és annak befolyásolására, így Gergely elődje nyomdokain igyekezett megteremteni az alapjait a Rómába való visszatérésnek. A francia klérus aktív ellenállása Gergelyt sokáig megakadályozta terve megvalósításában, de végül mégis Rómába helyezte át a székhelyét. Ezzel azonban előidézte a nagy nyugati egyházszakadást is, amely negyven éven át megosztotta a pápai hatalmat.

## Élete és pályája a trón előtt
Az utolsó Avignonban székelő egyházfő eredetileg Pierre Roger de Beaufort néven látta meg a napvilágot a Limousin tartománybeli Maumont kastélyban, 1330-ban. A név és születésének helye sem cseng ismeretlenül az avignoni pápák sorában, hiszen VI. Kelemen pápa is hasonló életrajzi adatokkal rendelkezik, ami nem véletlen, hiszen Kelemen az ifjú Pierre nagybátyja volt. A korabeli egyházfők a pápai konzisztóriumban úgy igyekeztek megragadni a tényleges hatalmat, hogy saját megbízható embereiket, leggyakrabban rokonaikat juttatták bíborosi rangba. Kelemen jótékony hatására Pierre jóformán még azt sem dönthette el, hogy egyházi pályára lép-e, máris bíborosi rangot kapott. 1348-as felszentelése előtt azonban több egyházi méltóságot is betölthetett gyors egymásutánban. Ha az évszámokat megnézzük, kiderül, hogy Pierre alig tizennyolc évesen került be a pápaválasztó bíborosi kollégiumba. 

Éppen ezért ebben az esetben némileg fordított életrajz tárul elénk. Pierre gyorsan elérte az egyházi hierarchia legmagasabb köreit, azonban tudásbeli háttere ekkor még nem volt megalapozva. Bíborosként Perugia egyetemén tanult teológiát és kánonjogot. Ezek után néhány évet a párizsi egyetemen is eltöltött, és valóban elismert egyházjogász és kiváló teológus vált belőle, legalábbis a krónikák beszámolói alapján.

Amikor V. Orbán 1370. december 19-én meghalt, az Avignonban összeülő bíborosok nem vitatkoztak túl sokáig utódjának megválasztásához, és december 30-án egyöntetűen Pierre-t tették meg a pápai trón örökösének. A negyvenévesen trónra lépő Pierre a XI. Gergely uralkodói nevet vette fel.

## Minden út Rómába vezet
Gergely nagy tervekkel vágott bele pontifikátusába. Mindenekelőtt a béke hírnökeként akart fellépni január 5-ei koronázásán mondott beszéde alapján. Igyekezett rábírni Anglia és Franciaország uralkodóit a békére, de minden kísérlete kudarcba fulladt. A spanyol uralkodók közötti viszályt azonban sikerült elsimítania, így Aragónia, Kasztília, Navarra, Szicília és Nápoly uralkodói ismét békében tárgyalhattak a későbbi trónutódlás kérdéséről, amely mindegyik országban felkavarta a politikai indulatokat. Mégis Gergely legnagyobb jelentőségű intézkedései Itáliával kapcsolatban maradtak fenn. 

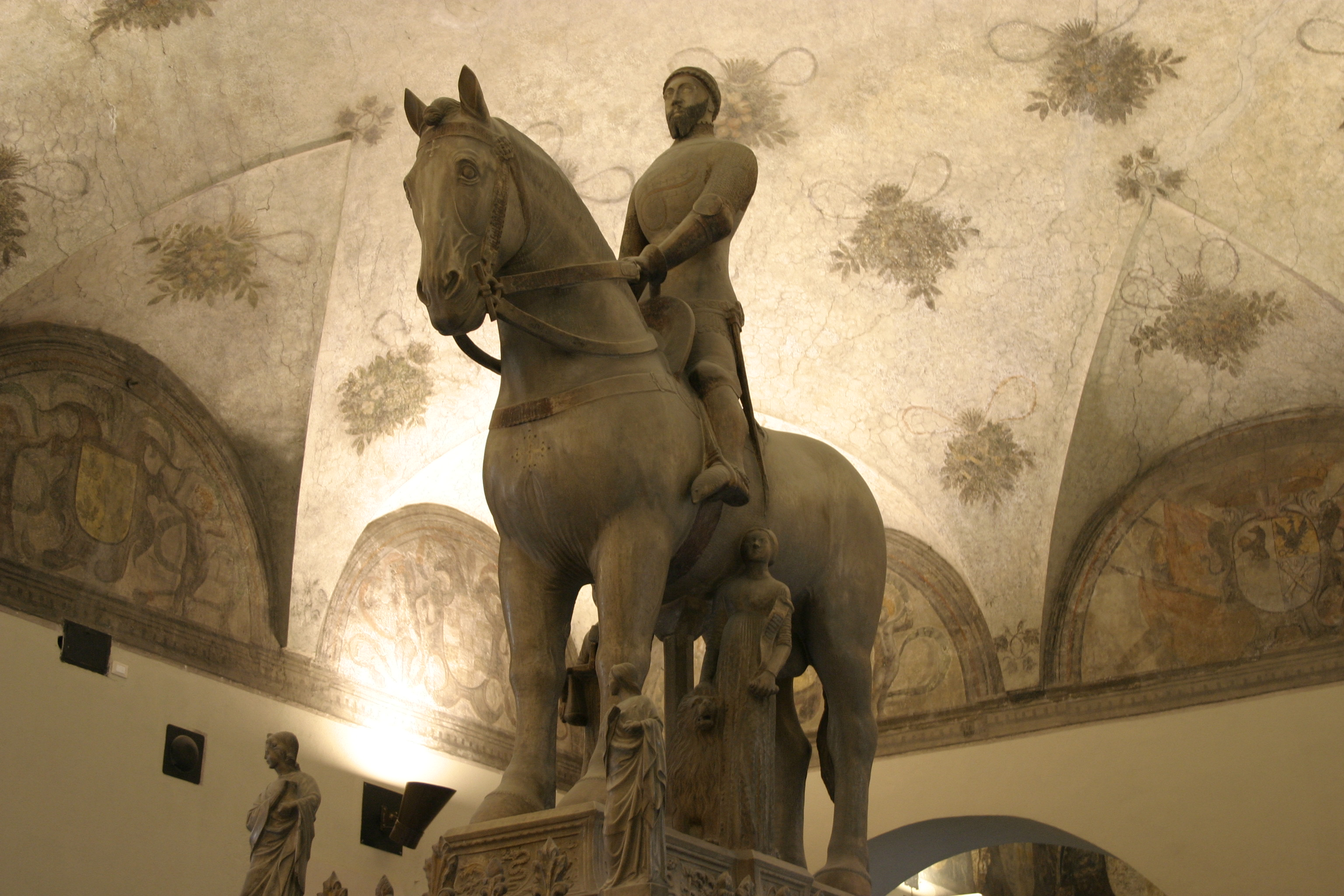
Bernabò Visconti síremléke

Már Gergely elődjének, V. Orbánnak is erélyes fellépésre volt szüksége Milánó urával, Bernabò Viscontival szemben, aki nemcsak a város világi ura volt, hanem egyben érseke is. A lombard uralkodó kihasználva a pápaság élén zajló változásokat újra megkísérelte saját hatalma alá vonni az Egyházi Állam egyes területeit. Gergely eleinte tárgyalások útján akarta elsimítani a helyzetet, de amikor Visconti érsek csak további területeket hajtott uralma alá, a pápa kiközösítette őt. Azonban a milánói zsarnokot nem igazán érdekelte Gergely fenyegetőzése, sőt a krónikák szerint azt mondta a pápai legátusnak, hogy egye meg a bullát, amelyet elhozott Milánóba. 1372-ben a pápa háborút hirdetett Visconti ellen. A harcok eleinte Bernabò győzelmét hozták, de Gergely diplomáciai ténykedésének köszönhetően hamarosan megfordult a hadi szerencse. A pápai seregek mellé álltak a német-római császár hadai, Magyarország és Nápoly katonái is. Az érsek veresége elkerülhetetlen volt, de az 1374. június 6-án megkötött béke mégis igen engedékeny volt a milánói Viscontihoz. Ezt az egyik pápai követ lefizetésével magyarázza az egyik krónika.
De Gergely és Bernabò csatája ezzel nem zárult le. Gergely minden krónikában nagyrabecsült tudásával együtt sem volt képes megérteni egy fontos egyházi ellentétet. Ez az ellentét a francia és az itáliai klérus között feszült, amely Gergely halála után a nyugati egyház legnagyobb szakadásához vezetett. Gergely a korábbi avignoni pápák mintáját követve francia származású bíborost nevezett ki Róma és az Egyházi Állam élére. A külföldi egyházi és politikai vezetőt nemcsak az itáliai klérus fogadta ellenségesen. Az egyházi birtokokon élő köznép, de legfőképpen a Pápai Állam birtokaira pályázó firenzeiek sem lelkesedtek az új francia vezetőért. A gazdag Firenze olyannyira féltette közép-itáliai hatalmát, hogy 1375-ben szövetséget kötött Viscontival. A milánói érsek és a kereskedőváros aktív kampányba kezdett a francia uralom és a pápa ellen az Egyházi Államban. Ez annyira sikeres volt, hogy rövid időn belül már az egész Patrimonium Petri a pápa ellen forrongott. Gergely a történtekre habozás nélkül kemény választ adott. Firenzét interdiktum alá helyezte és polgárait kiátkozta, valamint megfosztotta őket a szabadsághoz és vagyonukhoz való joguktól. A pápa lépései sikeresek voltak, hiszen Firenze pénzsóvár szomszédai ugyan nem tudtak fegyverrel a köztársaság ellen támadni, de minden kereskedelmi utat elzártak előle. Firenze pár nap alatt hatalmas veszteséggel számolhatott, ezért érdekük képviseléséért Avignonba küldték Sziénai Szent Katalint, akinek a történelmi források szerint kiemelkedő hatása volt abban, hogy Gergely meghozza döntését: Rómába helyezi át székhelyét. A később szentté avatott hölgy befolyása minden bizonnyal megkérdőjelezhetetlen, de az igazsághoz valószínűleg közelebb áll a pápai kúria gazdasági megfontolása. Gergely pontosan tudta, hogy a pápai kincstár az utolsókat rúgja, és egyedül az itáliai birtokok jövedelmének köszönhető, hogy nem lett fizetésképtelen az egyház feje. Amikor mindennek az elvesztése elérhető közelségbe került, Gergely nem habozott meghozni a döntést, miszerint személyesen akarja megerősíteni itáliai pozícióit. A francia klérus és a király heves tiltakozása ellenére a pápa 1376. szeptember 13-án hagyta el Avignont, és a történelem folyamán többé már nem is költözött oda vissza.

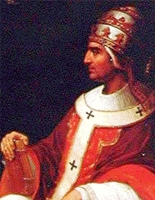
XI. Gergely pápa

A pápai flotta október 2-án indult útnak Marseille kikötőjéből, és Genova érintésével Tarquiniába érkezett december 6-ára. Innen csak 1377. január 13-án indulhatott tovább, amikor az örök városban rendeződtek a politikai viszonyok. Ostián keresztül január 17-én hajózott fel a Tiberisen Róma belvárosába. A lázongásnak azonban nem lett vége egy csapásra Gergely megérkeztével. A pápai seregeknek komoly ütközeteket kellett megvívniuk Gergely hatalmáért. Ezek közül kiemelkedik a cesenai mészárlás, amelyben a Genfi Róbert bíboros által vezetett pápai csapatok kegyetlenül vérbe fojtották a nép lázadását. Ezzel Gergelyt még erősebb ellenszenv övezte Itáliában. A mészárlás sem vetett véget a harcoknak, és májusban a pápának el kellett hagynia Rómát is. 1377. november 7-én a pápa és szövetségesei lassan megtörték a lázadók erejét, és ekkor Gergely ismét visszatérhetett Rómába, ahol egy béketárgyalás előkészítése közben érte a halál 1378. március 27-én.
Gergely pontifikátusának legkarakteresebb vonala mindenképpen a Rómába való visszatérés és az itáliai hatalom megszilárdításáért vívott küzdelem volt. Emellett a források csak néhány eseményt jegyeztek fel, amely Gergely uralma alatt esett meg. 1377. május 22-én a pápa négy bullát adott ki, amelyben elítélte John Wycliffe tizenkilenc pontját. IV. Károly, német-római császár és I. Lajos, magyar király között békét közvetített. A történészek XI. Gergely uralkodását azonban nem pontifikátusának cselekedetei miatt emelik az egyházi történelem egyik fordulópontjává. Gergellyel ugyanis bezáródott az avignoni fogságban uralkodó pápák sora, de ettől sokkal fontosabb eseményekre kell rávilágítanunk. Az európai történelmi változások ugyanis elérték a sokáig az árral szemben úszó egyházat is. A Rómából elköltözött pápák uralma alatt a különböző országok klérusa titkos szövetségre lépett az ország uralkodójával. Az egyházi hatalom tehát elmozdult az egyetemes hatalomról és az egyes országok szintjére jutott el, összefonódva a világi hatalommal és annak érdekeivel. A pápaság tehát hanyatlásnak indult az avignoni egyházfők után, amely az egyházfői hatalom virágkorának is tekinthető sok szempontból.

## Művei
- Documenta Catholica Omnia (latin nyelven). (Hozzáférés: 2011. december 6.)